# Бервиль, Эрве
Эрве Бервиль (фр. Hervé Berville) — французский политик, депутат Национального собрания Франции.

## Биография
Родился 15 января 1990 года в Маданз-Бугимба (Руанда). По происхождению тутси, он остался сиротой во время геноцида тутси в Руанде в 1994 году и был эвакуирован французской армией. Во Франции его усыновила семейная пара из поселка Плюдюно в департаменте Кот-д’Армор. В приемной семье он стал младшим из пяти детей отца-рабочего и матери-лаборанта в больнице.
Окончив среднюю школу Ле Корделье в Динане и лицей Эрнеста Ренана в Сен-Бриё, он продолжил обучение в Институте политических исследований в Лилле, а затем в Лондонской школе экономики и политических наук, где получил степень магистра в области экономической истории.
Специализируясь на вопросах макроэкономики, в рамках международной добровольческой инициативы, в 2013 году Эрве Бервиль работал во французском Агентстве развития (AFD) в Мапуту (Мозамбик) в качестве экономиста по связям с региональными экономическими службами. В 2016 году в Кении занимал должность руководителя летней школы Стэнфордского университета для развивающихся стран. С сентября 2017 года Эрве Бервиль является членом совета директоров AFD.
С осени 2015 года Эрве Бервиль стал активистом молодежного движения в поддержку выдвижения Эмманюэля Макрона кандидатом в президенты Франции. По возвращении в Бретань в декабре 2016 года он стал пропагандировать экономическую программу Макрона в регионе.
На выборах в Национальное собрание в 2017 году Эрве Бервиль стал кандидатом президентской партии «Вперёд, Республика!» во 2-м избирательном округе департамента Кот-д’Армор и одержал победу во 2-м туре. В Национальном собрании стал членом комитета по международным делам и пресс-секретарем парламентской группы LaREM. Является близким соратником известного бретонского политика, председателя Национального собрания Ришара Феррана.
В 2019 году по поручению президента Эмманюэля Макрона представлял Францию на мероприятиях, посвященных 25-летию геноцида тутси в Руанде в Кигали.
На выборах в Национальное собрание в 2022 году Эрве Бервиль вновь баллотировался во втором округе департамента Кот-д’Армор от президентского большинства и сохранил мандат депутата, получив во втором туре 55,8 % голосов.
4 июля 2022 года при формировании второго правительства Элизабет Борн Бервиль назначен государственным секретарём по морским делам, после чего был вынужден передать мандат депутата Национального собрания своему заместителю Шанталь Булу.
8 февраля 2024 года назначен государственным секретарём по морским делам и биоразнообразию при министре экологических преобразование Кристофе Бешю в правительстве Атталя.
21 сентября 2024 года по итогам досрочных парламентских выборов было сформировано правительство Барнье, в котором Бервиль не получил никакого назначения.

## Занимаемые должности
21.06.2017 — 04.08.2022 — депутат Национального собрания Франции от 2-го избирательного округа департамента Кот-д’Армор 

с 04.07.2022 — Государственный секретарь по морским делам во втором правительстве Элизабет Борн